# Brotbänkentor

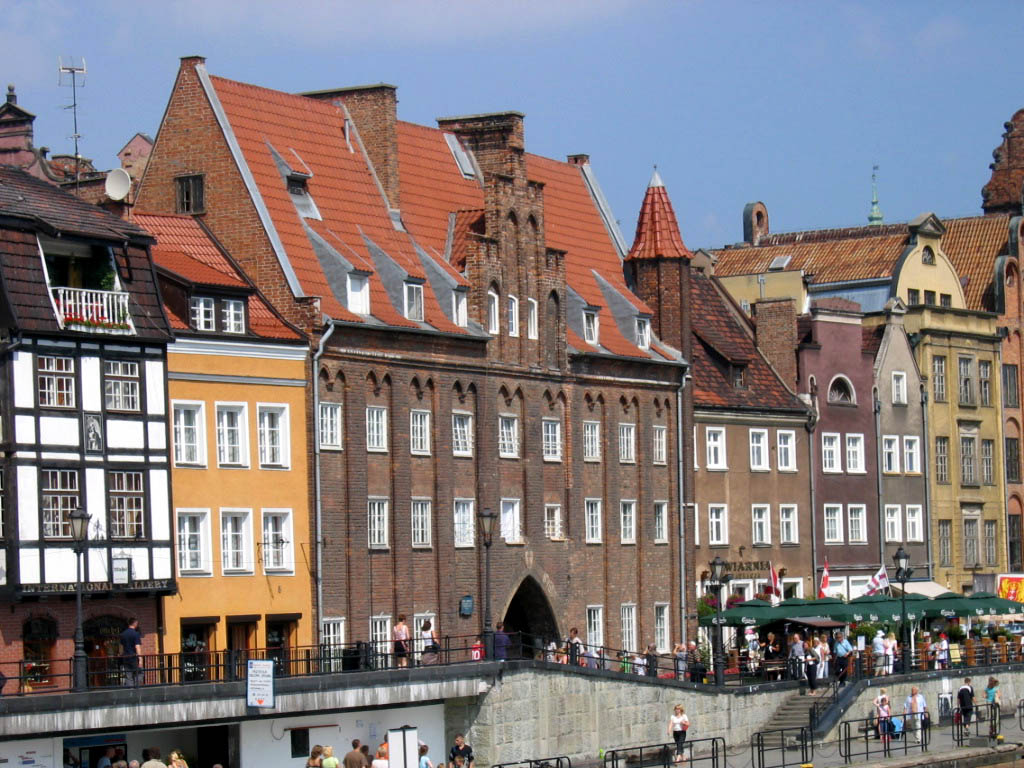
Das Brotbänkentor von der Mottlau gesehen

Das Brotbänkentor (polnisch Brama Chlebnicka) ist ein gotisches Stadttor in Danzig. Es wurde an der Langen Brücke, am Ende der Brotbänkengasse im vierzehnten Jahrhundert errichtet. Es ist das älteste von den drei erhaltenen Danziger Wassertoren, was das Stadtwappen von der Mottlauseite beweist – zwei silberfarbene Kreuze im roten Wappenschild – noch ohne die 1457 hinzugefügte Krone. Von der Brotbänkengasse ist das Wappen in Form einer Lilie zu sehen – als Wappen der Samboriden zugeschrieben.
Beide Backsteinfassaden sind mit hohen Blenden und doppelten Spitzbögen gegliedert. Über der Durchfahrt befinden sich an beiden Fassaden treppenförmige Giebel, ebenfalls mit Blenden gegliedert. Von den zwei achteckigen Ecktürmen ist nur einer erhalten geblieben.
Das Brotbänkentor hat die Kriegsgeschehnisse 1945 fast unbeschädigt überstanden.

## Quelle
- Maria Bogucka: Das alte Danzig. Koehler und Amelang, Leipzig 1987, ISBN 3-7338-0033-8